# Without Blood
Without Blood (engl. für „Ohne Blut“) ist ein Kriegsdrama von Angelina Jolie. In dem Film, der auf dem Roman Senza sangue von Alessandro Baricco basiert, spielt Salma Hayek eine Frau, die als Kind Zeugin der Ermordung ihres Vaters und ihres Bruders wurde und Jahre später den Mann wiedersieht, der sie getötet hat. In weiteren Hauptrollen sind Demián Bichir und Juan Minujín zu sehen. Der Film feierte im September 2024 beim Toronto International Film Festival seine Premiere.

## Handlung
Als Kind wurde Nina auf dem Bauernhof der Familie Zeugin der Ermordung ihres Vaters und ihres Bruders. Drei Männer waren in ihr Haus gekommen, um diese zu exekutieren. Nina konnte sich unter dem Dielenboden verstecken. Sie wurde von einem Apotheker bei sich aufgenommen, der sie jedoch beim Glücksspiel an einen reichen Adeligen verlor. Sie heiratete ihn im Alter von 14 Jahren und schenkte ihm drei Söhne.
Jahre später sieht Nina den Mann wieder, der ihren Vater und ihren Bruder getötet hat.

## Produktion

### Literarische Vorlage und Filmstab
Der Film basiert auf dem Roman Senza sangue von Alessandro Baricco, der 2002 beim Verlag Rizzoli erschien. Der erste Teil konzentriert sich auf Nina, die Tochter des Farmbesitzers Mato Rujo, und spielt in einem alten abgelegenen Bauernhof, wo sie Zeugin der Ermordung ihres Vaters und ihres Bruders wird. Im zweiten Teil trifft Nina als ältere Frau erneut mit Tito zusammen. 	
Regie führte Angelina Jolie. Es handelt sich um ihren sechsten Spielfilm. Während ihre früheren Filme wie In the Land of Blood and Honey, Unbroken und Der weite Weg der Hoffnung vor dem Hintergrund realer Konflikte wie dem Bosnienkrieg oder dem Regime der Roten Khmer in Kambodscha spielten, ist Without Blood weder geografisch noch zeitlich konkret verortet.

### Besetzung und Dreharbeiten
Salma Hayek spielt die erwachsene Nina und Demián Bichir den älteren Tito, den Mörder ihres Vaters und ihres Bruders. Diese werden von Alfredo Herrera und Alessandro D'Antuono gespielt. Pedro Hernández ist in der Rolle des Apothekers zu sehen, der Nina als Waisenkind bei sich aufgenommen hat. Luis Alberti spielt den Grafen/Baron, an den er sie als 14-Jährige beim Glücksspiel verliert und der ihr Ehemann und Vater ihrer drei Kinder wird.
Die Dreharbeiten fanden in Rom in den Cinecittà Studios statt. Als Kameramann fungierte Seamus McGarvey, der zuletzt für das Musical-Drama Cyrano von Joe Wright und den Dokumentarfilm Oaxacalifornia: El regreso von Trisha Ziff tätig war.

### Veröffentlichung
Die Premiere von Whitout Blood fand am 9. September 2024 beim Toronto International Film Festival statt. Im Rahmen des Festivals wurde Jolie mit dem Tribute Award in Impact Media ausgezeichnet.

## Rezeption
Die Kritiken fielen überwiegend negativ aus.